# Overbevolking

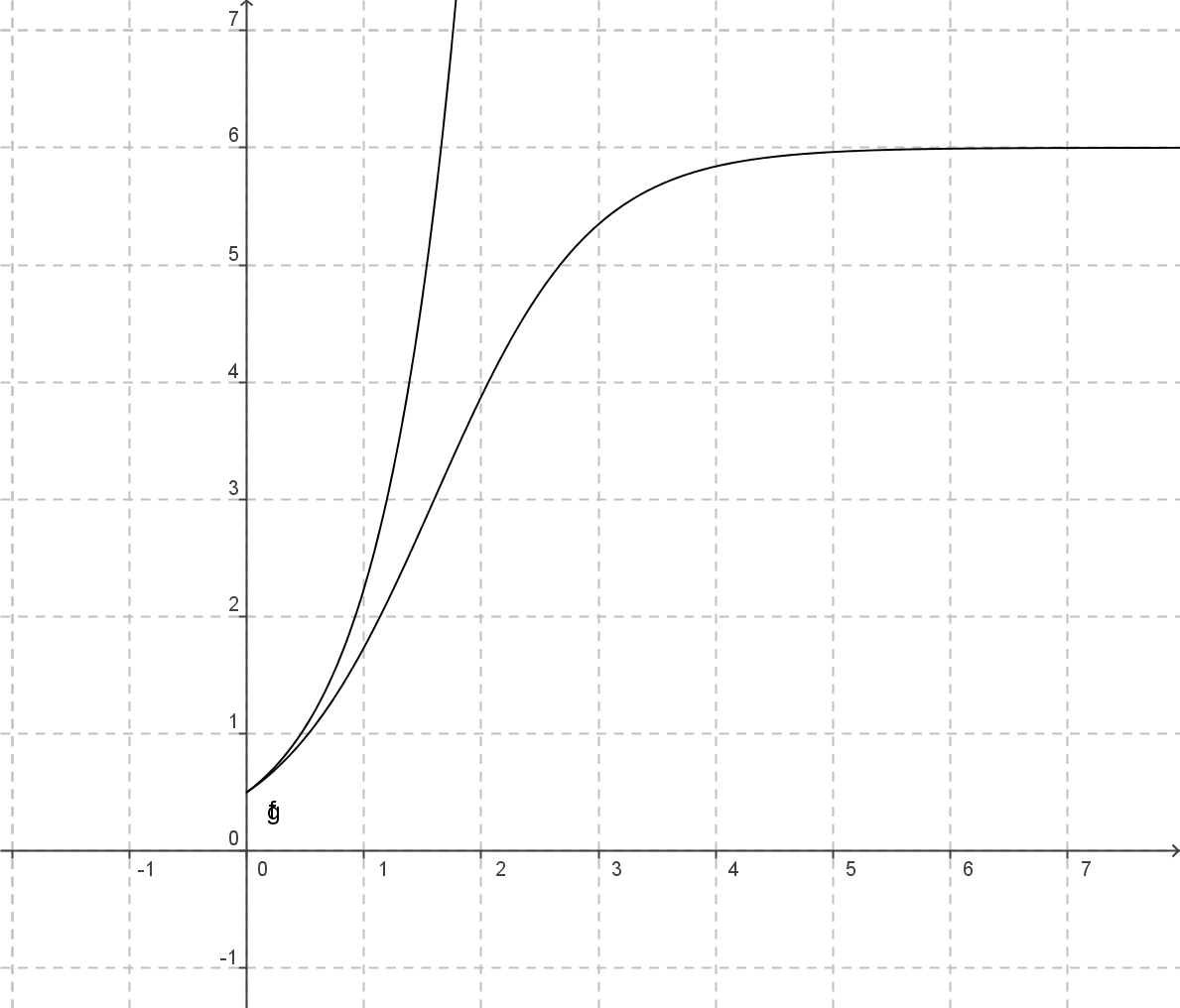
Het verloop van de bevolkingsgroei volgens Thomas Malthus en volgens Pierre-François Verhulst

Overbevolking (synoniem: overpopulatie) is een begrip dat gebruikt wordt om aan te geven dat er te veel mensen wonen, leven of aanwezig zijn in een land, gebied, stad, op een bepaalde plaats, en op wereldschaal, en dit problemen met zich meebrengt. Deze problemen kunnen zowel fysiek (praktisch) als mentaal (gevoelsmatig) van aard zijn. Na Thomas Malthus in de 19e eeuw was het in de jaren 70 van de 20e eeuw de Club van Rome die de noodklok luidde over het probleem van overbevolking. Het thema overbevolking is echter nog steeds een zeer groot taboe.

## Ecologisch begrip
In een ecosysteem wordt de populatiegrootte van een soort bepaald door een aantal factoren, die weer het geboorteoverschot en het emigratieoverschot bepalen.
Het geboorteoverschot in een bepaalde populatie is het verschil tussen  vruchtbaarheid en mortaliteit (sterfte), de grootte van de migratie is het verschil tussen immigratie en  emigratie. Een populatie is stabiel in aantal als deze gelijk zijn. Het geboorteoverschot en de migratie worden weer beïnvloed door de populatiedichtheid (populatiegrootte per oppervlakte).
In de ecologie is er sprake van overbevolking als een populatie de draagkracht van de habitat uitput. Het gaat hierbij niet om de populatiegrootte (organismen zoals mensen of dieren), maar om de verhouding tussen het aantal dieren of mensen in vergelijking met de middelen die zij moeten hebben om te overleven.

## De mens
Meestal verwijst de term 'overbevolking ' specifiek naar de verhouding van menselijke bevolking tot de planeet Aarde. Als een bevolking 10 mensen omvat, maar er is slechts genoeg voedsel voor 9 mensen, dan is er sprake van overbevolking op basis van de voedselvoorziening. Als een bevolking 100 miljard mensen telt, terwijl er voedsel genoeg is voor 200 miljard, dan is er geen sprake van overbevolking op het gebied van voedselvoorziening. Andere belangrijke middelen van bestaan zijn onder andere schoon drinkwater, huisvesting, kleding, brandstof, elektriciteit, medische zorg en vervoer, waarvoor net als voor de productie van voedsel, grote oppervlaktes aan land en grote hoeveelheden grondstoffen nodig zijn. Bovendien leidt de productie hiervan tot vervuiling van land, lucht, grondwater, rivieren, meren en zeeën, wat weer een gevaar vormt voor de toekomstige productie van de primaire levensbehoeften van de mens en de algemene leefbaarheid van de Aarde.
Verder bestaat er een verschil tussen hoeveel mensen de Aarde kan voeden op de korte en hoeveel op de lange termijn. Dit komt doordat de productie (en het transport) van voedsel gepaard gaat met het uitputten van natuurlijke hulpbronnen, zoals overbevissing, het opraken van fossiele brandstoffen en het uitgeput raken van landbouwgronden. Men zou dus kunnen zeggen dat de mens niet leeft naar het beschikbare inkomen, maar inteert op het kapitaal. Hierdoor zal in de toekomst de Aarde niet langer meer in staat zijn net zoveel mensen te voeden als nu. Mogelijk zal de wereldbevolking dan ook in de toekomst door onder andere honger sterk afnemen totdat het niveau is bereikt dat de Aarde op lange termijn kan dragen.

## Bevolkingsdruk
In 1804 waren er 1 miljard mensen op Aarde. In 1960, iets meer dan 150 jaar later, was dit aantal opgelopen tot 3 miljard mensen. De groei van 5 tot 6 miljard mensen duurde 12 jaar. Wereldwijd leefden er anno 2018 ruim 7,5 miljard mensen op aarde. De vraag is in hoeverre dit aantal nog zal toenemen en wat de milieudruk van zo'n grote gemeenschap op de Aarde is.
Sinds de industriële revolutie is de wereldbevolking in meer dan exponentiële mate toegenomen. Deze groei werd gestimuleerd door wetenschappelijke en industriële doorbraken. De snelle ontwikkelingen van technologieën, hogere productie van voedsel, het gebruik van nieuwe medicijnen en andere factoren leidden ertoe dat de levensverwachting van mensen omhoog ging en de bevolking snel toenam. De groei van de bevolking en de levenswijze die we er op hebben nagehouden, gaat gepaard met het verbruik van makkelijk beschikbare grondstoffen zoals de fossiele brandstoffen. Aangezien de vraag naar fossiele brandstoffen toeneemt omdat de wereldeconomie- en bevolking groeien, wordt het milieu steeds meer belast. Het effect dat we als mensheid op het milieu hebben wordt aan de hand van een formule beschreven in het boek De Bevolkingsexplosie van Paul R. Ehrlich:
{\displaystyle I=P\cdot A\cdot T}
met daarbij:
- I het effect op het milieu door consumptie van de mens
- P de grootte van de bevolking
- A de consumptie per hoofd van de bevolking
- T de technologische factor

Om te voorkomen dat de impact groter wordt door het groeien van de bevolking en het toenemen van consumptie (P*A) moet de mens de draagkracht van de Aarde in evenwicht houden om een bepaald aantal mensen en hun activiteiten te kunnen blijven dragen. Technologische ontwikkelingen zouden ervoor kunnen zorgen dat er meer mensen op aarde kunnen leven, maar tegelijkertijd de natuurlijke hulpbronnen verder uitputten zodat er op de langere termijn juist minder mensen op aarde kunnen leven. Daardoor is het begrip overbevolking relatief en constant aan verandering onderhevig.
Voorbeelden van een ontspoord evenwicht tussen bevolking en grondstoffen vindt men terug op het geïsoleerde Paaseiland. In 1722 ontdekte de Nederlander Jacob Roggeveen het Paaseiland en trof er twee- tot drieduizend bewoners aan. De bevolking kan echter twee eeuwen eerder uit tienduizend tot vijftienduizend mensen bestaan hebben die woonden op een overwegend bebost eiland. Aangenomen wordt dat de beschaving van Paaseiland in een neerwaartse spiraal is terechtgekomen, als gevolg van overbevolking, totale ontbossing en uitputting van zijn beperkte natuurlijke grondstoffen.

## De theorie van Malthus
Vroeg in de 19e eeuw schreef Thomas Malthus dat, indien de menselijke bevolking zou blijven groeien met dezelfde snelheid als toen, zij te groot zou worden om van voldoende voedsel te worden voorzien. Hij stelde dat de bevolking exponentieel groeit, terwijl de middelen lineair groeien. De bevolking zou door massahongersnood en verhongering worden geteisterd. Malthus bepleitte geboorteregeling, door "morele terughoudendheid", om dit te vermijden. Doordat de bevolking de draagkracht overschrijdt, neemt het aantal af door het gebrek aan voedsel en andere bestaansmiddelen. Zodoende ontstaat er een nieuw evenwicht. In de loop van de twee honderd jaar die volgde heeft hongersnood vele gebieden op aarde getroffen. De verdedigers van deze theorie verklaren dat dit voorbeelden van de Malthusiaanse catastrofe en het Malthusiaans plafond waren.

## Alternatieve visies
Andere studies tonen aan dat het bevolkingsniveau van meer dan 6,9 miljard van eind 2010 door huidige middelen kan worden gesteund, of dat de wereldwijde bevolking tot tien miljard kan groeien. De veronderstellingen die aan deze stellingen ten grondslag liggen worden echter sterk bekritiseerd. In elk geval hebben vele verdedigers van geboortebeperking gesteld dat hongersnood niet het enige probleem van overbevolking is. Deze critici wijzen op het uiteindelijke tekort aan energiebronnen en andere natuurlijke rijkdommen en het risico van ernstige besmettelijke infectieziekten bij een hoge bevolkingsdichtheid. Een ander gevaar is oorlog over schaarse middelen zoals land en water.